# احمد کشکش
احمد کشکش (عربی: أحمد كشكش؛ زادهٔ ۱۵ سپتامبر ۱۹۸۴) بازیکن فوتبال اهل فلسطین بود.
از باشگاه‌هایی که در آن بازی کرده است می‌توان به باشگاه فوتبال الشباب اردن و باشگاه ورزشی الوحدات اشاره کرد.
وی همچنین در تیم ملی فوتبال فلسطین بازی کرده است.